# Pluto (Schiff, 1905)
Die Pluto war ein 1905 gebautes deutsches Frachtschiff, das 1916 von Portugal beschlagnahmt wurde. Dort fuhr es als Sado für die portugiesische Marine und ab 1918 bis zur Strandung 1963 als Sado, Alferrarede und João Diogo für portugiesische Reedereien.

## Bau und technische Daten
Auf Bestellung der Bremer Dampfschifffahrts-Gesellschaft „Neptun“ erfolgte bei der Werft Joh. C. Tecklenborg in Geestemünde die Kiellegung des Schiffes unter der Baunummer 205. Der Neubau lief am 22. April 1905 vom Stapel und erhielt den Namen Pluto. Der Dampfer war 73,76 Meter lang, 11,05 Meter breit und hatte einen Tiefgang von 5,33 Metern. Dabei war er mit 1408 BRT bzw. 892 NRT vermessen und hatte eine Tragfähigkeit von 2100 Tonnen. Als Antrieb diente eine Dreizylinder-Dreifach-Expansionsmaschine der Werft mit 770 PSi, die auf eine Schraube wirkte. Damit erreichte der Dampfer eine Geschwindigkeit von 9,0 Knoten. Die Besatzung bestand aus 17 Mann.

## Geschichte

### Plutoder Dampfschifffahrts-Gesellschaft „Neptun“ (1905–1916)
Mit Ablieferung des Schiffes an die Dampfschifffahrts-Gesellschaft „Neptun“ am 22. Mai 1905 wurde Bremen Heimathafen des Dampfers. Die Reederei setzte die Pluto zusammen mit anderen Dampfern der Reederei auf der 1883 eingerichteten Linienverbindung nach Portugal und Spanien ein. Der Dienst auf dieser Verbindung verlief unauffällig, bei dem lediglich die Rettung der acht Mann Besatzung der französischen Brigg Aimee aus Dünkirchen im Jahr 1911 hervorstach.
Zu Beginn des Ersten Weltkrieges im August 1914 befand sich die Pluto auf See und konnte nicht mehr rechtzeitig nach Deutschland zurückkehren. Sie fuhr in das damals neutrale Portugal und ließ sich im August 1914 in Lissabon internieren.

### MinenlegerSadoder portugiesischen Marine (1916–1918)
In Lissabon waren schließlich über dreißig deutsche Passagier- und Frachtschiffe versammelt. Ende Februar 1916 entschied sich die portugiesische Regierung auf Drängen Großbritanniens, diese zu beschlagnahmen. Darauf erfolgte die deutsche Kriegserklärung an Portugal am 9. März 1916. Die beschlagnahmten Schiffe wurden der neu gegründeten Staatsreederei Transportes Maritimos do Estado (TME) zugewiesen, die Pluto übernahm jedoch die portugiesische Marine.
Sie erhielt den Namen Sado nach dem gleichnamigen Fluss, der bei der Stadt Setúbal südlich von Lissabon in den Atlantik mündet. Die Marine erhielt den Frachter, da ihre Kapazitäten zum Minenlegen mit der NRP Mineiro nicht ausreichten und sie Verstärkung benötigte. Die Sado war während des Krieges in Lissabon stationiert. Über Einsätze liegen jedoch keine Informationen vor. Im September 1918 stellte sie das Schiff außer Dienst und übergab es an die Transportes Maritimos Do Estado.

### Sadoder Transportes Maritimos Do Estado und der Sociedade de Navegação (1918–1927)
Zum Betrieb der Transportes Maritimos Do Estado liegt nur eine unzureichende Überlieferung vor, was sowohl für die im Krieg an Großbritannien vercharterten wie auch für die in Portugal betriebenen Schiffe gilt. Den operativen Betrieb ihrer Schiffe übergab die TME mehreren Reedereien im Land. Zur Sado ist lediglich nachvollziehbar, dass der operative Betrieb 1918 durch das Unternehmen Alfredo Cilis & Companhia vorgenommen wurde. Sie setzte den Frachter auf der Verbindung zwischen Portugal und Schweden sowie Norwegen ein. Über die Reederei ist darüber hinaus nur bekannt, dass sie auch die ehemaligen TME-Schiffe Congo und Porto Alexandre betrieb, die sie zwischen Lissabon, Rouen und Cardiff einsetzte.
Mit Auflösung der Staatsreederei wurde die Sado wie alle anderen Schiffe der TME verkauft. Neuer Besitzer wurde 1924 das Lissaboner Unternehmen Sociedade de Navegação, über das sonst keine Informationen vorliegen, ebenso wie über den Einsatz der Sado, die ihren Namen beibehalten hatte. 1927 verkaufte die Reederei den Frachter wieder.

### Alferrarededer Sociedade Geral (1927–1961)
Aus der Auflösungsmasse der TME erwarb die Sociedade Geral neun Schiffe, darunter die vormalige Sado, der sie nach einem der Produktionsstandorte ihrer Muttergesellschaft Companhia União Fabril (CUF) den Namen Alferrarede gab. Heimathafen des Schiffes blieb Lissabon. Die Sociedade Geral setzte den Frachter auf unterschiedlichen Routen ein. 1927 geriet sie in die Schlagzeilen, als sie am 27. Dezember aus Antwerpen kommend mit einer Ladung chemischer Düngemittel für die Companhia União Fabril in der Einfahrt des Douro auf Grund lief und sich ein Leck in den Rumpf riss.
Während des Zweiten Weltkrieges transportierte sie den von der Frota Branca gefangenen Kabeljau von Neufundland nach Portugal. Auf einer dieser Fahrten nahm sie am 7. Juli 1940 ein Rettungsboot mit 31 Überlebenden des von U 34 torpedierten niederländischen Tankers Lucrecia (Bj. 1928, 2584 BRT) auf. Am 14. August 1941 rettete sie die 33 Besatzungsmitglieder des jugoslawischen Frachters Sud (Bj. 1901, 2589 BRT), das vom italienischen U-Boot Marconi und dem deutschen U-Boot U 126 gemeinsam aus dem Geleitzug HG 70 versenkt worden war.
1958 geriet der Frachter erneut in die Schlagzeilen, als sie wie zahlreiche andere Schiffe am 15. Dezember in Lissabon auf dem Tejo in einen Sturm geriet. Dabei lief das Schiff am Strand von Algés auf Grund und konnte erst nach mehreren Versuchen freigeschleppt werden. 1961 veräußerte die Sociedade Geral den Frachter.

### João Diogoder Sofamar (1961–1963)
Käufer des Schiffes war die Lissabonner Reederei „Sociedade de Fainas de Mar e Rio“ (Sofamar), die dem Dampfer den Namen João Diogo gab. Das Unternehmen setzte sie im Küstenverkehr ein, so beim Transport von Stahlprodukten von Seixal nach Leixões und auf dem Rückweg Eisenerz nach Lissabon. Während einer dieser Fahrten lief die João Diogo am 8. Januar 1963 bei dichtem Nebel an der Nordküste von Peniche auf Grund und musste aufgegeben werden.